# Scandale de l'ASPIDA
Le scandale de l'ASPIDA, de l'acronyme en grec moderne : ΑΣΠΙΔΑ, « bouclier », Αξιωματικοί Σώσατε Πατρίδα, Ιδανικά, Δημοκρατία, Αξιοκρατία (« Officiers, Sauvez les Idéaux de la Patrie, de la démocratie et du Mérite »), est un scandale politico-militaire en Grèce en 1965, impliquant Andréas Papandréou et par contre-coup son père, Geórgios Papandréou alors Premier ministre de Grèce.
Un certain nombre d'officiers, capitaines et majors, plutôt centristes politiquement, auraient cherché à contrecarrer et préempter les tentatives de prise de pouvoir de militaires d'extrême-droite (d'où la défense de la « méritocratie »).
Ils furent à tort accusés d'avoir conspiré, en lien avec Andréas Papandréou, en vue de prendre le contrôle de l'armée (marine et aviation ne semblent pas avoir été impliquées) pour abolir la monarchie et instituer un régime de type nassériste.
Finalement, l'affaire eut peu de répercussions.